# Augenschale

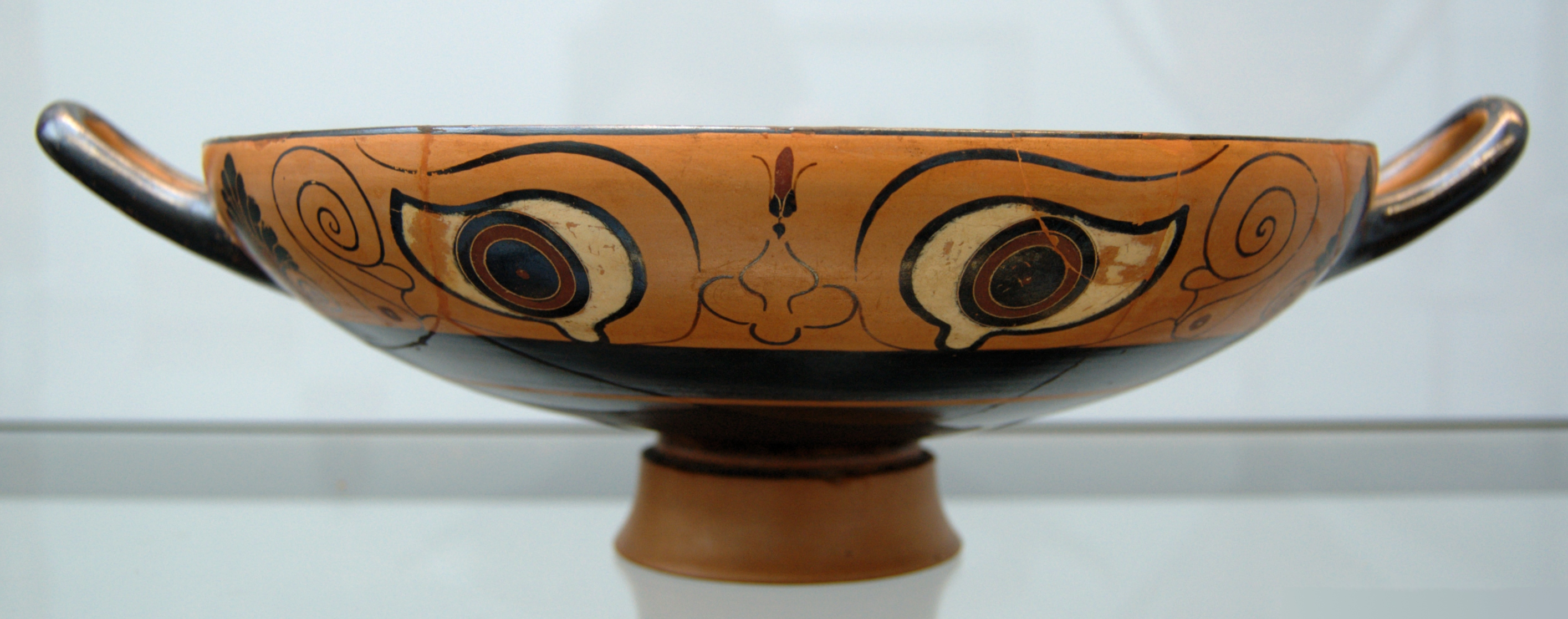
Chalkidische schwarzfigurige Augenschale, ca. 530 v. Chr.

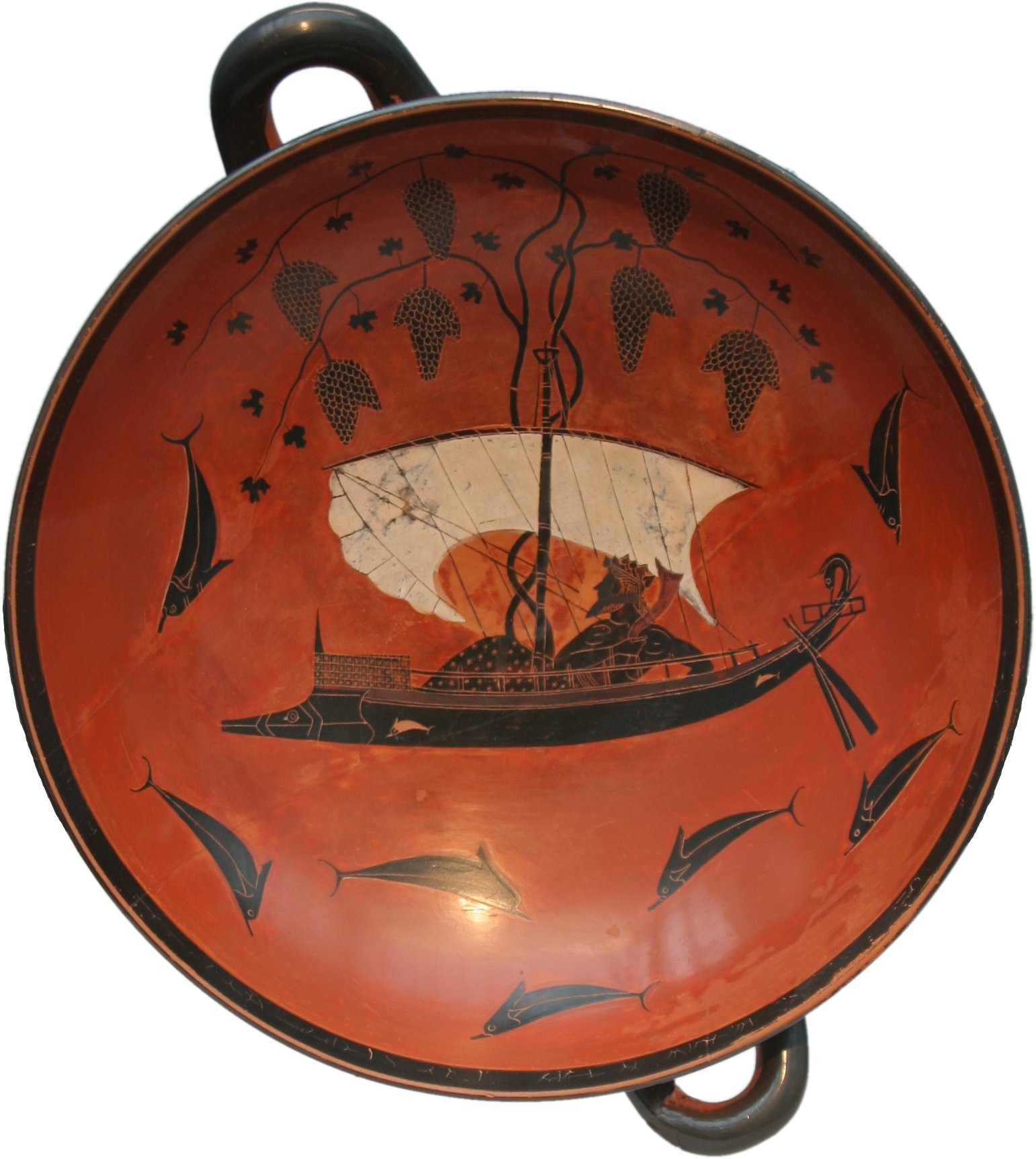
Sogenannte Dionysos-Schale: Dionysos in einem Schiff, segelnd unter Delphinen. Attisch-korallenrot-schwarzfigurige Kylix, um 530 v. Chr. Aus Vulci.

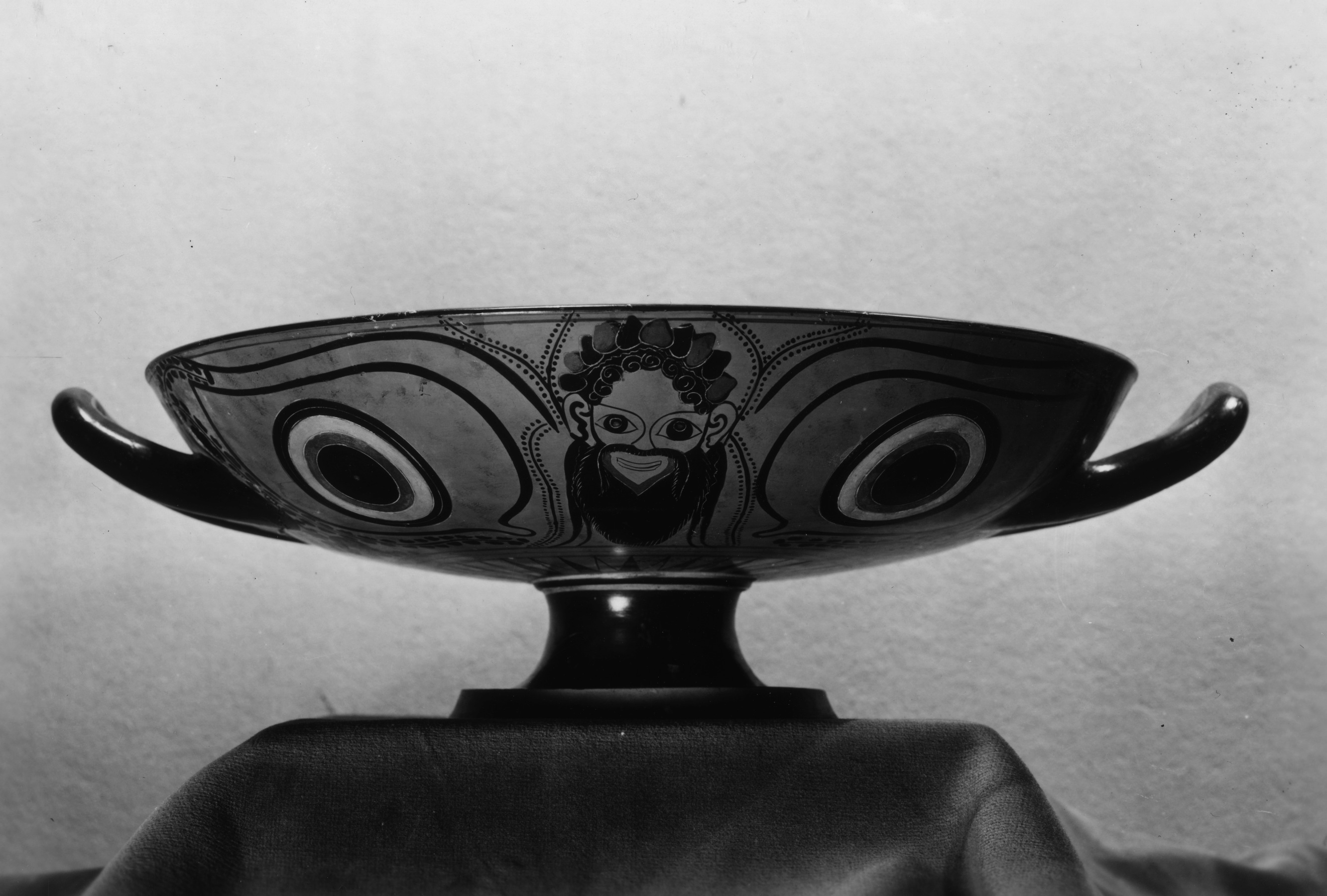
Kylix

Augenschale ist eine Bezeichnung für einen besonderen Schalentyp der antiken griechischen Keramik mit aufgemaltem Augenpaar auf der äußeren Wandung.
Augenschalen waren ein besonders in Athen und Chalkis in der zweiten Hälfte des 6. Jahrhunderts vor Chr. verbreiteter Typ einer Trinkschale (Kylix).
Das Becken der Augenschale ruht auf einem kurzen stämmigen Fuß, beide Ansichtsseiten werden von großen Augenpaaren unter Brauenbögen dominiert. Die Augäpfel sind in Umrisszeichnung ausgeführt, später häufig mit Weiß gefüllt oder mit Weiß auf Schwarz aufgemalt. Manche Augen sind „weiblich“, d. h. mandelförmig ohne Tränenkanäle. Oft befindet sich in der Mitte zwischen den Augen eine stilisierte Nase; durch die Neigung der Schale beim Trinken wirkte sie mit den wie Ohren wirkenden Henkeln und der Unterseite des Fußes als Mund auf das Gegenüber des Zechers wie eine Maske. Zwischen den großen Augen wurden in der Regel dionysische Themen aufgemalt.
Eine apotropäische, das heißt Böses abwehrende, Bedeutung der Augen wird vermutet.
Augenschalen wurden von verschiedenen Malern in überwiegend in schwarzfiguriger, später auch in rotfiguriger Technik hergestellt. Unter den frühen bilinguen Vasen befinden sich Augenschalen, die im Innern schwarzfigurig und außen rotfigurig bemalt sind.
Als Maler, der diesen Typus samt seiner speziellen Bemalung in der attischen Vasenkunst einführte, gilt Exekias, dessen um 540 - 530 datierte Augenschale in München als Meisterstück angesehen wird. Auf ihr ist Dionysos dargestellt, der wie ein Zecher auf einem Schiff liegt. Das ihn als göttliche Figur darstellende Attribut ist eine am Schiffsmast entlang wachsende Weinranke, das Symbol des Gottes.
Weitere bekannte Beispiele von Augenschalen stammen von folgenden Vasenmalern oder Gruppen:
- Amasis; er bemalte einige Augenschalen einer Variante mit durchlaufendem Profil (Typus B)[2]
- Andokides[2]
- Antiphon-Maler
- Epiktetos mit bilinguen Augenschalen[3]
- Geister-Maler
- Maler der Nikosia-Olpe
- Hischylos
- Krokotos-Gruppe[2]
- Leafless-Gruppe; sie setzte das Schema der Augenschalen mit späten Varianten fort, die meist auf die Darstellung der großen Augen verzichteten.[4]
- Lydos-Gruppe
- Lysippides-Maler
- Mastos-Maler
- Nikosthenes[2]
- Nikosthenes-Maler
- Oltos mit bilinguen Augenschalen[3]
- Pheidippos mit bilinguen Augenschalen[3]
- Skythes mit bilinguen Augenschalen[3]
- Gruppe von Walters 48.42, spezialisiert auf Frontalansichten von Masken des Dionysos, von Satyrn oder Mänaden zwischen den Augen und auf Gorgoneien im Innern[2]

Eine Sonderform stellt die Chalkidisierende Schale dar, weitere Abwandlungen die FP-Klasse, die Gruppe der Liebeswerbungs-Schalen, die Klasse der Skyphoi A1, die Klasse der Skyphoi A2, die Top-Band Stemlesses (stiellose Schalen mit schwarzem Band am oberen Rand und Augen in der Henkelzone) und wohl auch die Segment-Klasse mit schwarzen Außenseiten, dafür Innenbildern über die gesamte Innenfläche.
Die Datierung ist oft schwierig, jedoch sind Augenschalen im Wesentlichen aus dem Zeitraum 540–500, möglicherweise noch bis 480 v. Chr. bekannt.
Augenschalen wurden auch in großer Zahl nach Italien exportiert. Die meisten Augenschalen wurden in etruskischen Grabkammern als Grabbeigaben gefunden.

## Belege
1. ↑  Friedrich Wilhelm Hamdorf in: Klaus Vierneisel, Bert Kaeser (Hrsg.): Kunst der Schale – Kultur des Trinkens. 1990, S. 419f.
2. 1 2 3 4 5  John Boardman: Schwarzfigurige Vasen aus Athen. Philipp von Zabern, Mainz 1977, S. 118.
3. 1 2 3 4  John Boardman: Schwarzfigurige Vasen aus Athen. Philipp von Zabern, Mainz 1977, S. 124.
4. ↑  John Boardman: Schwarzfigurige Vasen aus Athen. Philipp von Zabern, Mainz 1977, S. 163.
5. ↑  John Boardman: Schwarzfigurige Vasen aus Athen. Philipp von Zabern, Mainz 1977, S. 119.
6. ↑  Bettina Kratzmüller: Eine attisch schwarzfigurige Augenschale aus dem früheren Besitz von G. Tschmelitsch (Memento vom 18. Januar 2012 im Internet Archive). Forum Archaeologiae.